# Tears to Cry
Tears to Cry è il quarto e ultimo singolo estratto da Need to Believe, l'ottavo album in studio della rock band svizzera Gotthard.
La canzone è stata pubblicata per il solo download digitale.
Nell'ottobre del 2010, in seguito alla prematura morte del cantante Steve Lee, il singolo ha raggiunto la posizione numero 61 della classifica svizzera.

## Tracce
1. Tears to Cry – 4:21 (Steve Lee, Nicolò Fragile)

## Classifiche
| Classifica (2010) | Posizione massima |
| ----------------- | ----------------- |
| Svizzera          | 61                |